# 8836 Aquifolium
A 8836 Aquifolium (ideiglenes jelöléssel 1989 SU3) a Naprendszer kisbolygóövében található aszteroida. Eric Walter Elst fedezte fel 1989. szeptember 26-án.